# Teuta Kurti
Teuta Kurti, född 23 september 1986 i Mitrovica i Jugoslavien, är en albansk sångerska.

## Karriär
År 2004 deltog Kurti i den albanska versionen av idol, Ethet e së premtes mbrëma, där hon lyckades ta sig till finalen. 2007 ställde Kurti upp i Festivali i Këngës 46 med låten "Qyteti i dashurisë". I finalen slutade hon på 14:e plats av 17. 2009 deltog Kurti i Festivali i Këngës 48 med låten "Mall i pashuar" (omättlig längtan), där hon slutade på 19:e plats med 19 poäng. Året innan, 2008, var hon med i duettrundan av Festivali i Këngës då hon sjöng "Orët e fundit" (de sista timmarna) med Adelina Thaçi. Thaçi kom senare att sluta på en åttonde plats med 91 poäng, 35 poäng bakom segrande Kejsi Tola. Kurti har också deltagit i Kënga Magjike. 2006 debuterade hon med låten "Jeto më bugin". Hon slutade 12:a och vann pris för bästa stil. Två år senare, 2008, deltog hon i Kënga Magjike 10 med låten "Nuk dua të pres".
2008 släppte Kurti även sitt debutalbum som fick titeln Si mbretëreshë. På albumet fanns både några av Kurtis tidigare bidrag i festivaler, som "Qyteti i dashurisë" och "Jeto me bugin", samt nya singlar som "Ty" och "Shihemi".
Teuta Kurti har också uttalat sig om att hon, om Kosovo kommer att delta i Eurovision Song Contest, och om musiktävlingen Akordet e Kosovës kommer att återupptas, att hon gärna skulle ställa upp i Kosovos uttagning till Eurovision. Dock har Kosovo ännu ingen TV-kanal som är medlem i den Europeiska radio- och TV-unionen, vilket gör att man ännu inte har möjligheten att ställa upp i tävlingen.
2010 ställde hon upp i Kënga Magjike 12, med låten "Mos pi mo". Hon gick till finalen, där hon slutade på en 20:e plats. Hon fick även pris för "bästa dans". Under våren 2011 deltog hon i den åttonde upplagan av Top Fest med den futuristiska balladen "Perëndo pa lindur". Hon lyckades med låten ta sig till Rewind-omgången.
2015 ställde hon upp i Top Fest 12 med låten "Mekat". Hon tog sig via semifinalen till final, där hon var en av favoriterna till segern. Hon vann dock inte tävlingen. I december samma år gör hon efter sex års frånvaro comeback i Festivali i Këngës 54 med låten "Në sytë e mi".

## Privatliv
Kurti är gift med Dardan Luta, och meddelade i april 2013 att hon väntade sitt första barn tillsammans med sin make. I juli samma år födde hon sin dotter Aya.

## Diskografi

### Album
- 2008 – Si mbretëreshë